# 三聯科技
三聯科技（股票代號：5493）（三聯科技股份有限公司，SAN LIEN TECHNOLOGY CORP），簡稱三聯。
三聯科技（页面存档备份，存于）成立於1967年（民國56年），總部設立於台灣台北，早期從事配電盤的生產、單品儀器的買賣；後以感測監控技術為核心，轉型為提供各領域所需之儀控系統、生產系統，提供各種專業設備服務。其領域包含半導體、土木營建、工業感測與電腦週邊等。

## 關於
三聯科技是以自動化感測監控技術整合為產業核心，陸續引進多項先進產品與技術，延伸應用在不同領域。擁有工業機械設備事業處、系統整合事業處、微電子製程設備事業處、量測事業處，提供客戶從可行性研究、採購諮詢、裝機、調整、試車、檢校、教育訓練等全方位服務。

### 工業機械設備事業處
1. 自動控制系統
- PFT人機界面
- PAC控制器

2. Graphtec（页面存档备份，存于）CAD/CAM
- 切割機
- 繪圖機

3.其他產品
- Figaro 氣體Sensor
- TAF 檢校服務
- Microstrain（页面存档备份，存于） 微型感測設備
- Numonics（页面存档备份，存于） 數位板
- GeoSIG（页面存档备份，存于） 振動量測設備

### 系統整合事業處
1. 工程安全監控
- 公共工程、大地與都市土木工程等施工安全監測
- 天然災害之預警監測
- 老舊結構及橋樑之監測
- 基樁載重試驗及混凝土超音波完整性檢測
- 土木監測儀器賣賣及進出口業務
- 營運維護-橋樑、水庫、捷運、高鐵
- 主要應用涵蓋的範圍從親水的LNG、儲槽、油槽、河川、橋樑、平地的軌道運輸、捷運高鐵的高架及地下路段、深開挖到靠山的邊坡土石流及水庫大霸

2. 工業機電監控
- 視覺辨識系統-提供工業界自動化設備規劃
- 人機介面及工業電腦-工廠自動化設備規劃
- 量測整合-學術實驗及產業界量測設備及規劃
- 提供完整的解決方案，將公司代理主要產品進行整合規劃，供客戶整套系統輸出服務；主要核心技術在於整合各式SENSOR，控制器到後端監控系統

### 微電子製程設備事業處
- 晶圓洗淨、蝕刻設備之裝機、測試、保養、服務
- IC、LED、電晶體封裝廠適用之焊線機、固晶機等設備之裝機、測試、保養、服務
- 無塵室內使用之風速計
- 超音波洗淨設備銷售與維護
- 超音波流量計
- 半導體設備相關之耗材備品

### 量測事業處
- 經濟部工業局自動化工程服務機購登錄：自動監控系統建立（含工程網路）、線上自動控制
- Strain Gauge、各種感測器、轉換器、放大器、記錄器及記錄紙系列
- 靜態、動態、應力、振動量測服務
- 數據蒐集系統的設計、建造與測試（Data Recorder、PC-based）
- 電子製程測試、EMC檢測、產品結構測試
- 自動化機械檢測、結構應力測試
- 車輛安全監測、營運品質檢測
- 電力品質檢測
- 電機機械維修檢測
- 材料性質測試

## 文化與精神

### 三聯Logo精神
三聯（Sanlien）Logo各字母所代表之意義：
- s: service（服務）
- a: action（行動）
- n: networking（網路、團隊合作）
- l: learning（終身學習）
- i: imagination（想像力）、innovation（創新）、insight（洞察力）；以人為本
- e: entrepreneurship（企业家精神）
- n: never-stop（恆心、永不懈怠）

## 事記
- 2010 證基會評鑑為資訊揭露透明A+級上櫃公司
- 2009 證基會評鑑為資訊揭露透明A+級上櫃公司
- 2008 透過香港振聯科技有限公司建立大陸華北、華中地區之營業據點
- 2007 取得TAF（全國認証基金會）長度實驗室認證
- 2006 人力創新獎
- 2006 證基會評鑑為資訊揭露透明A級上櫃公司
- 2005 入選「勤業眾信台灣高科技Fast」前50名
- 2004 設立勤聯軟件科技（上海）有限公司
- 2002 連續四年榮獲中華民國經濟部中小型企業組織學習獎 (2002 ~ 2005)
- 2002 設立「財團法人三聯科技教育基金會」
- 2002 取得ISO 9001：ISO 2000品保認證
- 2001 股票上櫃
- 2001 成立大陸南華及華東地區之營業據點
- 2000 成立香港振聯科技有限公司（页面存档备份，存于）
- 1999 成立新竹客戶服務中心
- 1998 榮獲傑出企業管理人金峰獎
- 1998 榮獲中華民國跨世紀企業鑽獎
- 1998 設立「工業教室」
- 1998 設置新店物流中心
- 1997 取得 ISO-9002 品保認證
- 1997 轉投資多聯科技（页面存档备份，存于），進入電子材料供應領域
- 1995 通過 CNLA 國家二級試驗室認證
- 1995 榮獲第四屆國家磐石獎（页面存档备份，存于）
- 1991 成立北區辦事處
- 1990 當選勞工衛生優良廠商
- 1990 成立新竹辦事處
- 1987 成立台中辦事處
- 1986 創辦三聯技術雜誌
- 1986 榮獲台電表揚零災害工程楷模
- 1982 成立高雄辦事處
- 1981 成立計測工程部
- 1980 公司改組為股份有限公司
- 1979 購置板橋廠房
- 1967 年2月20日 三聯企業設立

## 家族

### 台灣
- 開誠建設：土地開發、住宅大樓興建。
- 璞真建設：土地開發、住宅大樓興建。
- 德立斯科技：儀器製造。
- 多聯科技：半導體化學用品製造。
- 吉聯資源開發：大地資源工程、資源開發。
- 財團法人三聯科技教育基金會。

### 中國大陸
- 珠海三德藝：傾斜管、儀表製造銷售。
- 振聯科技：三聯寶安營業據點　／　設立香港。
- 勤聯軟件科技：三聯上海市營業據點。

### BVI
- 海外轉投資企業之控股公司。